# مانوئل دی اولیویرا گومز دا کوستا
مانوئل دی اولیویرا گومز دا کوستا (انگلیسی: Manuel de Oliveira Gomes da Costa؛ ۱۴ ژانویهٔ ۱۸۶۳ – ۱۷ دسامبر ۱۹۲۹) یک سیاست‌مدار اهل پرتغال بود.